# Eupiride
Eupiride (in greco antico: Εὐπυρίδαι?, Eupyrídai) era un demo dell'Attica, collocato presso la moderna Kamaterò, a nord di Egaleo.
Il demo, secondo gli storici, prese il nome da una famiglia vivente nella zona, apparentemente formata da agricoltori (il termine εὔπυρος, éupyros, significa appunto "fertile in grano"). Eupiride faceva parte di un'associazione a scopo religioso insieme ai vicini demi di Cropia e Pelece, ma non si conoscono i dettagli del culto di questa unione.
Probabilmente all'interno del demo era presente un tempio di Apollo Erastieo, come si deduce da un decreto che ne proteggeva gli alberi.